# روس رينولدز
روس رينولدز (بالإنجليزية: Ross Reynolds)‏ هو لاعب كرة قاعدة أمريكي، ولد في 20 أغسطس 1887 في Barksdale, Texas ‏ في الولايات المتحدة، وتوفي في 23 يونيو 1970 في أدا في الولايات المتحدة.

## وصلات خارجية
- روس رينولدز على موقعبيزبول رفرنس.كوم (الدوري الرئيسي) (الإنجليزية)